# Urdok II
Der Urdok II (auch Urdok Kangri II) ist ein 7082 m Gipfel auf dem Urdok-Kamm im Karakorum zwischen Gasherbrum I und Sia Kangri.
Weil er südlich der tiefsten Scharte zwischen diesen beiden Bergen liegt, zählt er als Nebengipfel des Sia Kangri. Für die Schartenhöhe gibt es unterschiedliche Angaben: 262 m und 321 m.
Sia Kangri Nord wäre demnach eine geeignetere Bezeichnung des Gipfels. Der Urdok II ist noch unbestiegen.

## Quelle
- Eberhard Jurgalski: High Asia – All mountains and main peaks above 6750 m (Liste aller Berge Asiens mit einer Höhe von mehr als 6750 Metern) auf www.8000ers.com, Stand 22. Juli 2012, abgerufen am 3. November 2012.